# Librador (útil)

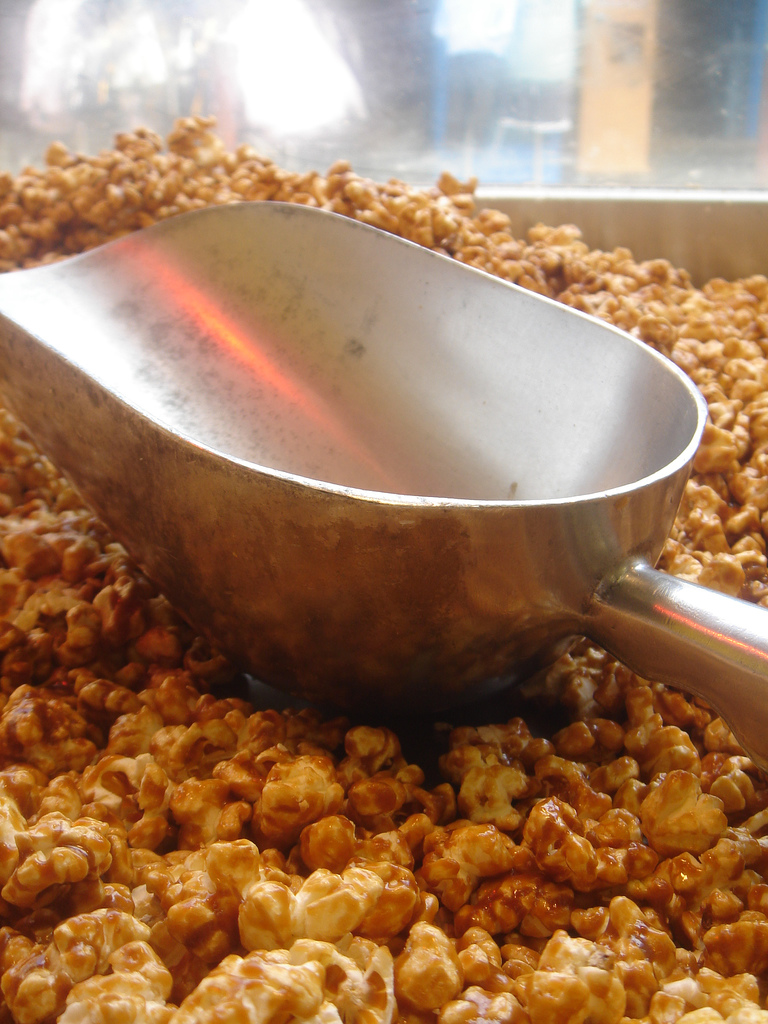
Librador de aluminio con mango.

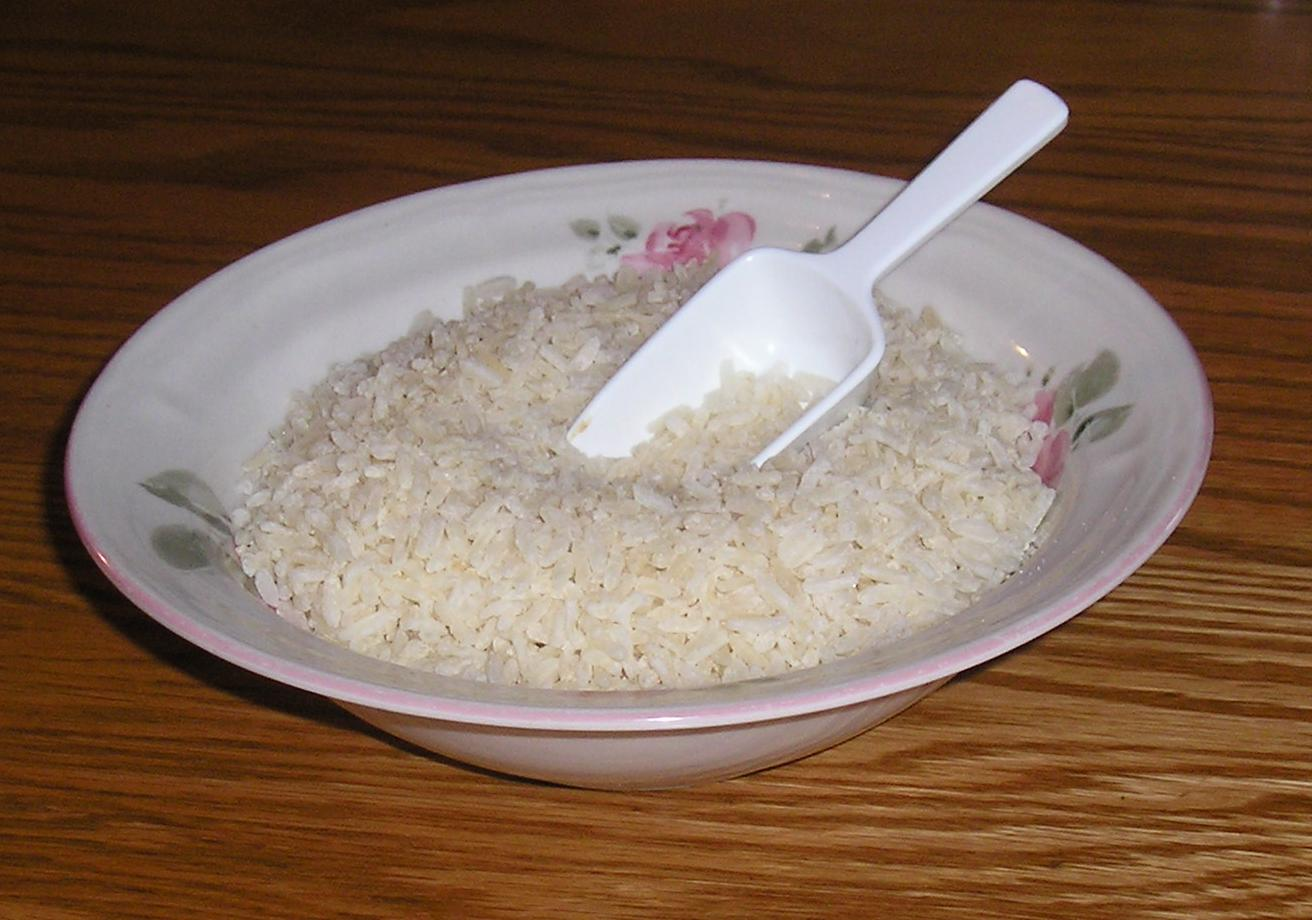
Librador pequeño de plástico.

Un librador es una herramienta acanalada parecida a una cuchara muy grande que sirve para manipular productos granulados o pólvoras. Puede tener mango o no tener.
Derivadas de los locales o tiendas donde se usaban principalmente, existe la expresión “librador de tienda”.

## Uso tradicional
Los libradores iban asociados a la venta de productos a granel. El comerciante compraba al por mayor y vendía al por menor. Muchos productos eran transferidos desde el recipiente al por mayor (sacos, barriles,...) hacia una bolsa de papel que se podía pesar en una balanza para calcular el precio.
Si no hacía falta la bolsa de papel, el producto a vender se ponía sobre un papel de estraza, directamente sobre el plato de la balanza. Una vez pesado se traspasaba hacia el recipiente del cliente, con papel o sin él.

### En tiendas
Las tiendas típicas que empleaban libradores con profusión eran las droguerías y las tiendas de ultramarinos.
Las droguerías clásicas venían al por menor los productos típicos de ultramar y las colonias como por ejemplo las especies (pimienta, canela, azafrán, etc.), el azúcar o el cacao. En el siglo XIX y hasta años después de la guerra civil española las droguerías evolucionaron hacia la venta de productos no comestibles destinados principalmente a la limpieza del hogar: jabones, lejías, sosa, perfumes, serrines, ... Algunos de los productos (por ejemplo el jabón en escamas a granel y los serrines) se manipulaban con libradores.
Las tiendas de ultramarinos o de víveres típicas venían muchos productos a granel: arroz, judías, garbanzos, lentejas, café, cacao, harina, azúcar, sal, pastas secas para sopa,... En muchos casos cada producto tenía su librador.

### En obradores
En pastelerías y panaderías solía haber varios libradores para medir y mover la harina y, a veces, porciones de demasiado amasada.

### En fábricas
- En las fábricas de pólvora y de fuegos artificiales se usaban libradores en algunas tareas de transporte y manipulación.[8]
- En fundiciones y obradores que trabajan con moldes es típico el uso y manipulación de materiales granulados (arena, vermiculita, perlita,...) refractarios y no refractarios. Si las piezas y los moldes son grandes, la mayor parte de la arena (u otro material pareciendo) del molde puede disponerse a patadas. Pero algunas zonas pequeñas o de detalle hay que acabarlas de llenar con un librador. Pasa el mismo cuando los objetos a hacer y los moldes son pequeños.

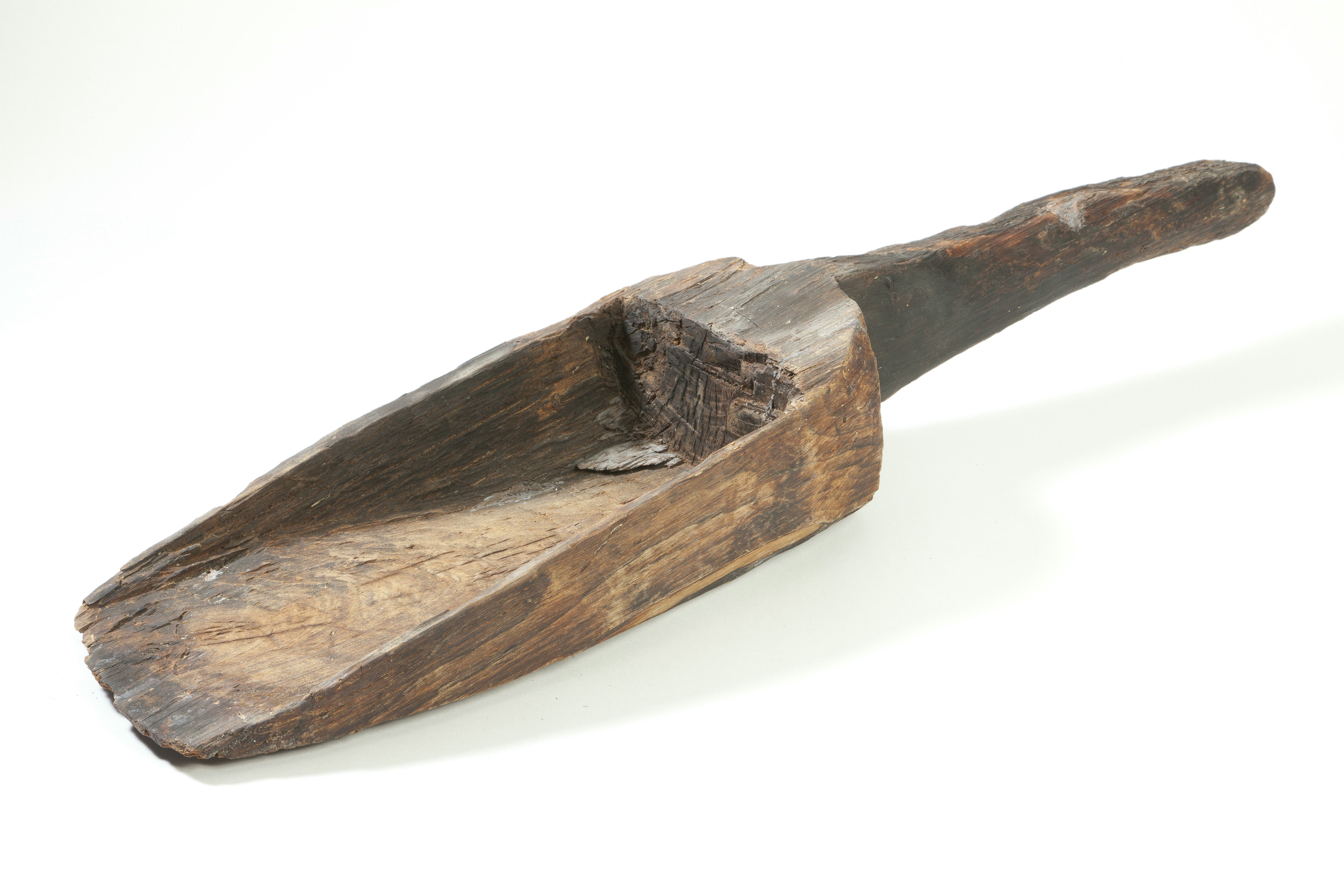
Librador holandés de madera con mango.

## Materiales
Antiguamente los libradores eran de madera o de metal (lata, latón, cocer, alpaca). Actualmente hay de plástico y de metales diferentes: acero inoxidable, aluminio.
- En áreas geográficas donde abunda el bambú hay un tipo de libradores de bambú que, aprovechando un nudo de la caña, permiten ser cortados en una pieza única.[12][13]

## Uso actual
Los usos actuales de los libradores, cualitativamente hablando, son los mismos que los usos tradicionales. La disminución aparente de los libradores como herramientas cotidianas es debida al predominio de la comercialización de productos envasados, muy superior a la venta de productos a granel. En obradores y fábricas los libradores continúan siendo herramientas útiles y utilizadas en tareas que no pueden ser observadas por los ciudadanos de la calle.
Otro aspecto a considerar es la disminución de los pequeños comercios y tiendas, sustituidas por supermercados y grandes superficies.
Hay algunas excepciones a la tendencia general:
- Algunas tiendas especializadas en la venta de frutos secos a granel siguen ofreciendo la mercancía a la vista y empleando libradores para manipularla y llevarla a las básculas.
- Muchos supermercados modernos, además de los productos envasados, ofrecen productos a granel (de producción ecológica o no) con libradores para coger pequeñas cantidades. Los clientes eligen la cantidad deseada, la ponen dentro de una bolsa o contenedor y la pesan para obtener una etiqueta para pegarla a su paquete y permitir la lectura en caja (con indicaciones del producto, precio y otros).

En la cocina y en pastelería las referencias a los libradores demuestran la supervivencia de la herramienta.